# Amalia Carvia
Amalia Carvia Bernal (Cádiz, 12 de mayo de 1861 - Valencia, 7 de marzo de 1949) fue una escritora, periodista masona española, maestra laica y pionera en el sufragismo en España.Amalia Carvia puede ser considerada, junto a su hermana Ana, una de las primeras sufragistas del país.

## Trayectoria
Nació en el seno de un familia humilde, en el barrio de Hércules de Cádiz. Fue la hija mayor del matrimonio formado por Manuel Carvia Carneiro, de origen gallego y la onubense Ana Bernal Ramos. Su padre fue un sirviente o peón, posiblemente del Hospital Real. En 1875, el matrimonio y sus hijas Amalia y Ana y su hijo Manuel, se trasladaron a vivir a la casa-portería de la facultad.
Amalia Carvia únicamente completó estudios de primaria, aunque se consideraba pintora porque tomó clases de pintura durante un tiempo, mientras que Ana Carvia completó estudios de Bachillerato. El hermano, Manuel Carvia comenzó a estudiar Medicina y cuando llevaba cuatro años en la facultad, en 1887 fue iniciado en los ritos masónicos de la Logia Regeneración. Poco después, acercó a sus hermanas a la masonería, convirtiéndose en las primeras mujeres de dicha logia gaditana, junto a Dolores Guillón y Juana Varo, que se iniciaron el mismo día del mes de mayo de 1887.
La formación de Amalia Carvia se realizó en el Círculo librepensador «Rafael Guillén Martínez», lugar en el que leyó sus primeras obras y poemas. Carvia se consideraba a sí misma hija espiritual de Fermín Salvochea.

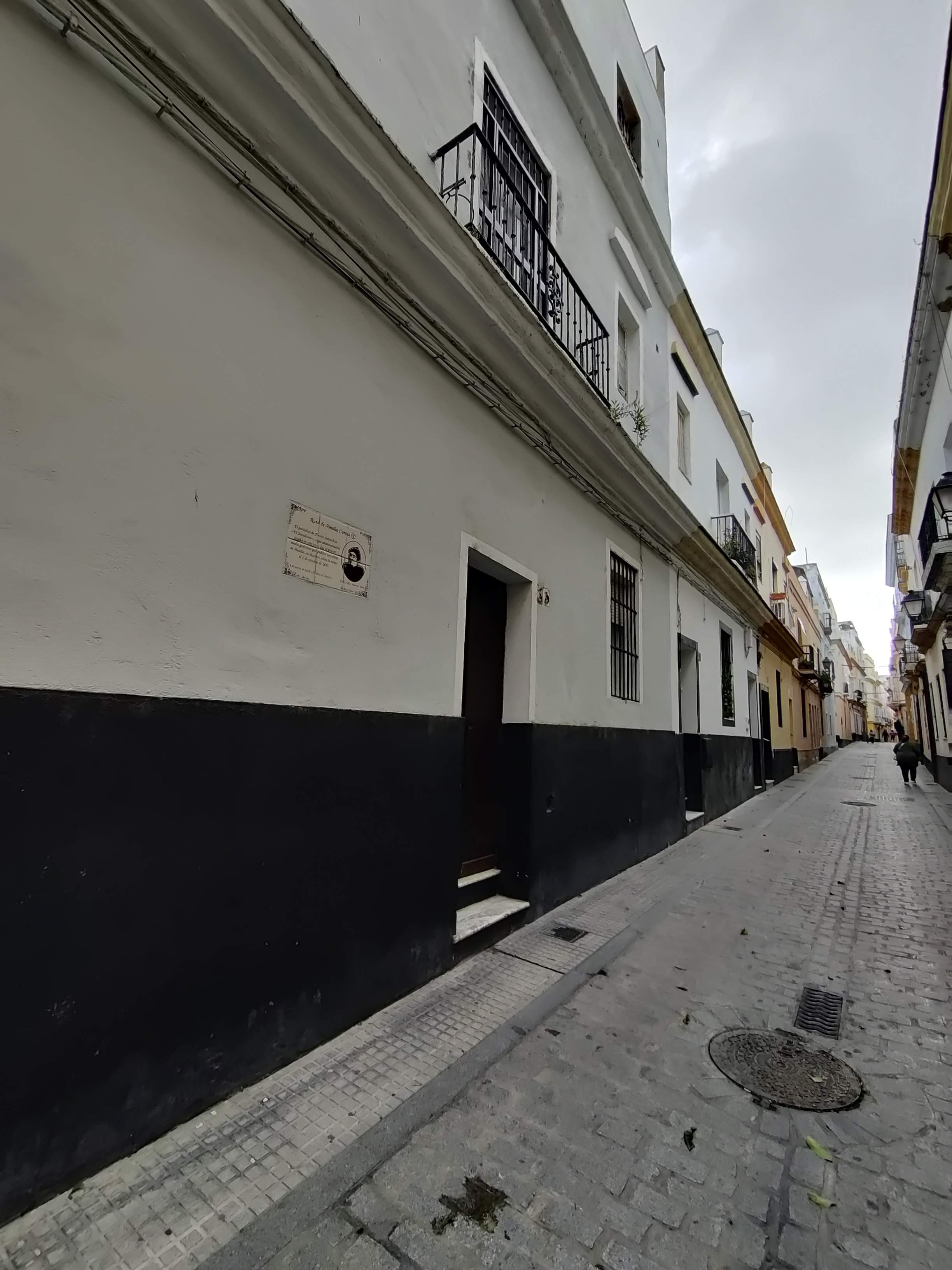
Ruta en su memoria

Fue redactora de la revista La Conciencia Libre, fundada en 1896 por Belén de Sárraga.
Carvia fundó en Cádiz la agrupación de mujeres «Concepción Arenal»  en 1897, y en Huelva la «Unión Femenina» en 1898. Estas dos agrupaciones se adscribieron a la «Asociación General Femenina».Las dos hermanas fundaron la Liga Española para el Progreso de la Mujer en agosto de 1918 en Valencia.
Carvia escribió en la revista feminista Redención, fundada en 1915 por su hermana Ana (que firmaba como Ana C. Bernal por resaltar su filiación materna),haciendo campaña por el sufragio universal a partir de 1918, con escritos en los que reclamaba el voto para las mujeres.
Existe una edición de 450 artículos suyos recogidos por su biógrafo Manuel Almisas. 
Fue redactora de El Pueblo.
Tras finalizar la guerra civil, en septiembre de 1939, Carvia fue detenida por haber pertenecido a la Directiva provincial de la Liga de los Derechos del Hombre. El proceso duró varios años en los que Carvia estuvo en arresto domiciliario. Posteriormente fue juzgada por masona, inhabilitándola para cargos públicos.
Falleció en Valencia el 7 de marzo de 1949.

## Premios y reconocimientos
En febrero de 1934, el Gobierno de la Segunda República le concedió la «Cruz de Caballero» de la recién creada «Orden de la República», siendo la única mujer de a una docena de veteranos republicanos a los que se otorgó dicho reconocimiento.
El ayuntamiento de Chiclana tiene una calle en honor a Amalia Carvia Bernal.
El ayuntamiento de Cádiz cambió en marzo de 2022 el nombre a la antiguamente denominada como Alameda Marqués de Comillas que pasó a ser Alameda Hermanas Carvia, en honor de Amalia y Ana Carvia Bernal y dentro de los actos conmemorativos del 8M en la ciudad.